# Acne Studios
A mai Acne Studios-t 1996-ban Stockholmban alapították. Jelmondatuk is jól tükrözi mentalitásukat: „Törekvés az újszerű alkotására”.

## Történet
1997-ben Az Acne Studios egyik alapítótársa, Jonny Johansson 100 darab farmernadrágot alkotott meg. A farmereket be nem szegett farmervászonból, piros öltéssel varrta meg, majd ezt a merész alkotást barátainak és családtagjainak osztogatta el, ajándékba. Ma erre az évszámra tekintünk úgy, mint az Acne Studios ruházati ágának megalapítására. A divatcég ma is folyamatosan foglalkozik tervezéssel, piacra dobással, és a divatcikkek (többek között a farmerek) világszintű terjesztésével.

## Acne Paper
A hagyományos és vizuális divatkampányok és kommunikációs csatornák nem tartoznak az Acne Studios eszközei közé. Ehelyett saját tulajdonú kiadó ágazatát használja. Ez az Acne Paper, a divatcég fiatal magazinja. A magazin főként a művészet, divat, fotózás, tervezés, építészet és kultúra tudományterületeivel foglalkozik. Minden tudományterület egy fő elv köré rendeződik, amit válogatott szakértők alakítanak, elemeznek, járnak körbe-természetesen saját szakértelmüknek megfelelően, egymással kooperálva. A fent említett közreműködő szakértők közé soroljuk Carine Roitfeldet, Noam Chomsky-t, David Lynch-et, Lord Snowdon-t, Azzedina Alaia-t, Mario Testino-t, Sarah Moon-t, Tilda Swinton-t és Paolo Roversit.

## Stúdiók
Az Acne üzletei nem közönséges butikok. Sokkal közelebb állnak egy stúdió világához, hiszen az üzletek kialakításánál arra törekszenek, hogy a működő űr munkáját jelenítsék meg. Világszerte 8 országban vannak jelen, 21 stúdióval. A legismertebbek ezek közül Európában találhatók: Stockholm, Göteborg, Párizs, London, Hamburg, Berlin, Amszterdam, Koppenhága és Oslo, de jelen vannak New Yorkban
is. Az Acne stockholmi bázisának, a Norrmalmstorgnak az érdekessége, hogy itt alkotódott meg a Stockholm-szindróma pszichológiai fogalma. Az eset 1973-ban történt, amikor egy helyi bankrablás túszai barátságosan kezdtek viszonyulni a rablókhoz.

## Partnerek
Az Acne számos más iparág képviselőivel dolgozott már együtt. 2008-ban például a világ legnagyobb kerékpárgyártójával, a Bianchi Bicycles-zel. A közös munka központi eleme egy versenybicikli volt, amit végül több színben is piacra dobtak. Ugyanebben az évben együttműködtek a Lanvin-nel, és a Fantastic Man magazinnal is. De jelen voltak az ékszerpiacon is. Elsősorban Mikael Zobel és Husam El-Odeh ékszerészekkel dolgoztak együtt. Ez az Acne-nek több aspektusból is hasznos volt- segített például lépést tartani más divatterületekkel. A 2010-es évben az stúdió a Swarowski számára gyártott videót, amiben saját stílusát is szerepeltette. Még ebben az évben bemutatták pamlag kollekciójukat, ami a svéd Carl Malmsten bútordarabjáról merített ihletet. Legutóbbi dobásaik egyik legnagyobbika pedig a transzszexuális Candy magazinban debütált hat-blúzos cross gender kollekciójuk volt.
Rossz nyelvek szerint Svédország szépen csendben azon dolgozik, hogy átvegye a hatalmat a világ felett. Ha ez valóban így van, akkor Jonny Johanson és az ő fantasztikusan népszerű divatmárkája, az ACNE, bizonyosan vezetői székben lesznek. Miért is? A név beszél. Jonny Johanson és három kollégája anno ugyanis egy mozaikszót adott új, kreatív gyűjteményének: „ambíció arra, hogy költőit alkossunk”. Álmuk az volt, hogy a művészet és a kultúra minden lehetséges területére betegyék a lábukat. Az egész azzal kezdődött, hogy legyártottak 100 farmert, amit barátokra és családtagokra adtak. Egy évvel később az ACNE farmerroham elkezdődött. Még ebben az évben új márka született, amit a nagy cégek divatberkeiben azóta is kultikusként ismernek. Mindez a Lavin-nel való együttműködés folyamán látott napvilágot, amikor egy közös fiú-lány farmerkollekción dolgoztak. Erről a munkakapcsolatról azonban soha senki sem gondolta volna, hogy valaha is elkezdődik. Az egész a véletlen műve volt. Egy ebéd közbeni beszélgetés során a 39 éves Johansson egészen egyszerűen elkezdett arról beszélni, hogy mi az, ami inspirálja pl. az éppen folyó szoboremelés a sarkon, vagy a szüreti gitár hangja. Aztán minden ment a maga útján. De a négy kreatív igazgató célja mindig az volt, hogy amellett, hogy termékük minőségi és kívánatos legyen a vásárlók számára, egy életre szóló márkának a darabja is legyen. Olyané, ami hozzájárul az ACNE nevének felemeléséhez és éltetéséhez. Ez az ambíció számos átalakulás mozgatórugója lett a későbbiekben. Ilyen változások kezdődtek a hirdetések, a grafikai design és a televíziós műsorok terén is. Az ACNE nem állt meg az űrnél, mint inspiráló témánál. 100 darabos uniszex farmerkollekciója kreálásánál újra visszanyúlt a természethez. Az ACNE őrület hódított. A vezető ruhaboltok a karakterikus farmereket fényes piros varrással akarták. Mindenki az ACNE-t akarta.

## 2013-as őszi férfi kollekció
Stockholm, 2013. január 18. Az őszi kollekció nyitódarabjai lényegében August Strindberg önarcképei is lettek. Nehéz ugyanis figyelmen kívül hagyni a férfi kollekció rejtélyes szúrósságát. Strindberg egy különc, ellentmondásos, sokoldalú művész, aki az irományairól, darabjairól és festményeiről volt híres. Személyes kisugárzása erős, de piperkőc. Talán ez az, ami a leginkább inspirálta a csapatot. A kollekciónak történelmi hangulata van, a XIX. század ruháit idézi. Jelen van a katonai ruházat (pl. a tengerészkabát, vagy a zubbony), de mindegyik újrafeldolgozást követően, modernebb formában. Megfigyelhető, hogy a történelmi referenciák ütköznek a modern kor szabóságával; éles szélű öltönyök és magas derekú nadrágok egy kis ’70-es évek beütéssel. És az eredmény? Egy különc gardrób, modern kisugárzással, de ellentmondásokkal. Fellelhető a struktúrák és az anyagok széles körű variációja, különösen nagy hangsúlyt kapott a minőség, az olasz szabó szövetek. A férfias anyagoknak egy határozottan modern csavart adtak
azzal, hogy a neoprénhez nyúltak. Női vonal is van, ami viszont ellentétben áll a kollekció klasszikusabb anyagaival, és inkább gyapjú kreppet és kétoldalú kabátokat sorakoztat fel. A gyapjú öltönyökön és ingeken megjelenő mikro design hangsúlyt és komolyságot ad a ruháknak. A színfelhozatal széles skálán mozog, de főként a tengerészkék és a fekete sötét árnyalatai szerepelnek, szembeállítva a füstös zöld és a sápadt szürke meztelenségével.